# Cols
Els cols  (en llatí: coli, en grec antic Κῶλοι) eren un poble del Caucas, al nord de Còlquida, que vivien en un districte anomenat, després d'ells, Κωλική Koliké. El nord del Caucas era anomenat també Kòlika (Κωλικὰ ὄπη), segons diu Esteve de Bizanci. També en parlen Plini el Vell i Pomponi Mela.